# Бентхейзен
Бентге́йзен (нід. Benthuizen) — село в муніципалітеті Алфен-ан-ден-Рейн, провінція Південна Голландія, Нідерланди. Розташоване за 1 км на північний схід від Зутермера.

## Історія
Вперше Бентгейзен згадується в історичних документах XIII століття — 1281 року Дірк ван Тейлінген (Dirk van Teylingen) отримав в оренду від графа Голландії Флоріса V землі навколо Ваддінксвена. У позиковому документі описується межа орендованої території, і, зокрема, поселення Бентгейзен, яке, ймовірно, виникло у X–XI століттях. З тих часів населення села досить швидко зростало.
Топонім «Benthuizen» складається з двох частин: -huizen (укр. «будинки») — так у каролінгський період називали невеликі поселення, і bent-, що у даному випадку означає мітлицю і натякає, ймовірно, на заплавні луки навколо села.
Основним промислом мешканців Бентгейзена стало видобування торфу, це знайшло свій відбиток у гербі села — зелені прямокутники символізують бруски торфу. Інтенсивне торфовидобування спричинило заболочення місцевості, внаслідок чого ця галузь поступово занепала, а населення скоротилося настільки, що окремі до того хутори Бентгорн і Гогевен увійшли до складу Бентгейзена. Пізніше торф'яні болота навколо села осушили, і на цих землях почався розвиток сільського господарства, що стимулювало повторне зростання населення. У 1899 році тут мешкало 645 осіб.
1960-ті—1970-ті роки в Нідерландах відзначилися масовим будівництвом нового житла. У Бентгейзені, як і в сусідніх населених пунктах, також було зведено низку нових житлових будинків, що спричинило приплив нових поселенців з інших міст і сіл регіону. На 1 січня 1960 року тут мешкало 1 393 особи, у 1970 році — 2 334 особи, у 1980 році — 2 910 осіб, у 1990 році — 3 667 осіб.
До 1991 року Бентгейзен був окремим муніципалітетом, але того ж року став частиною новоствореного муніципалітету Рейневелд (останній 1993 року змінив назву на Рейнвауде). У 2001 році у Бентгейзені та його околицях мешкало 3 450 осіб. У 2005 році біля села почалося будівництво тунелю системи HSL-Zuid (швидкісної залізниці Амстердам-Брюссель-Париж), який пролягає під так званим «Зеленим серцем Нідерландів» — сільськогосподарською зоною в конурбації Рандстад. Для поліпшення екологічного стану місцевості, на південь і південний схід від села висадили ліс Бентвауд (Bentwoud).
У 2011 році, у рамках укрупнення муніципалітетів, було вирішено об'єднати муніципалітет Рейнвауде, куди входив Бентгейзен, з муніципалітетами Боскоп і Алфен-ан-ден-Рейн. Через географічну близькість Бентгейзена до Зутермера, серед мешканців села провели референдум, щоб дізнатися, до якого муніципалітету — Алфен-ан-ден-Рейн чи Зутермер — вони бажали б приєднатися. 1 417 осіб або 70,29% виборців проголосували за приєднання Бентгейзена до Алфен-ан-ден-Рейна, що й сталося 1 січня 2014 року.

## Пам'ятки
На території Бентгейзена розташовано 4 національні пам'ятки:
- вітряк De Haas[nl] (1772 р.);
- церква (1796 р.) із дзвіницею (бл. 1640 р.);
- фермерська садиба (1842 р.)

## Галерея

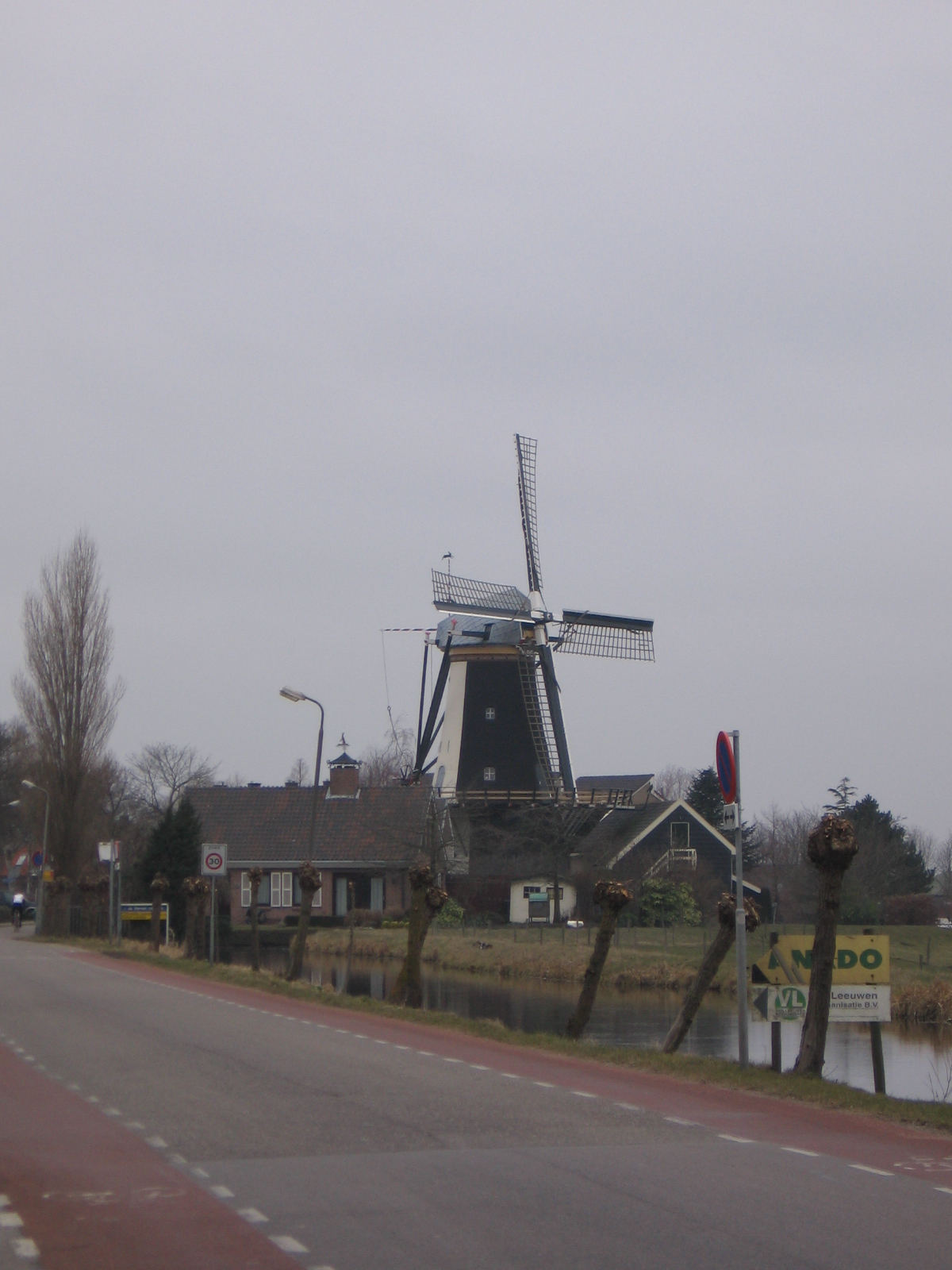
Вітряк Де Гаас (De Haas)
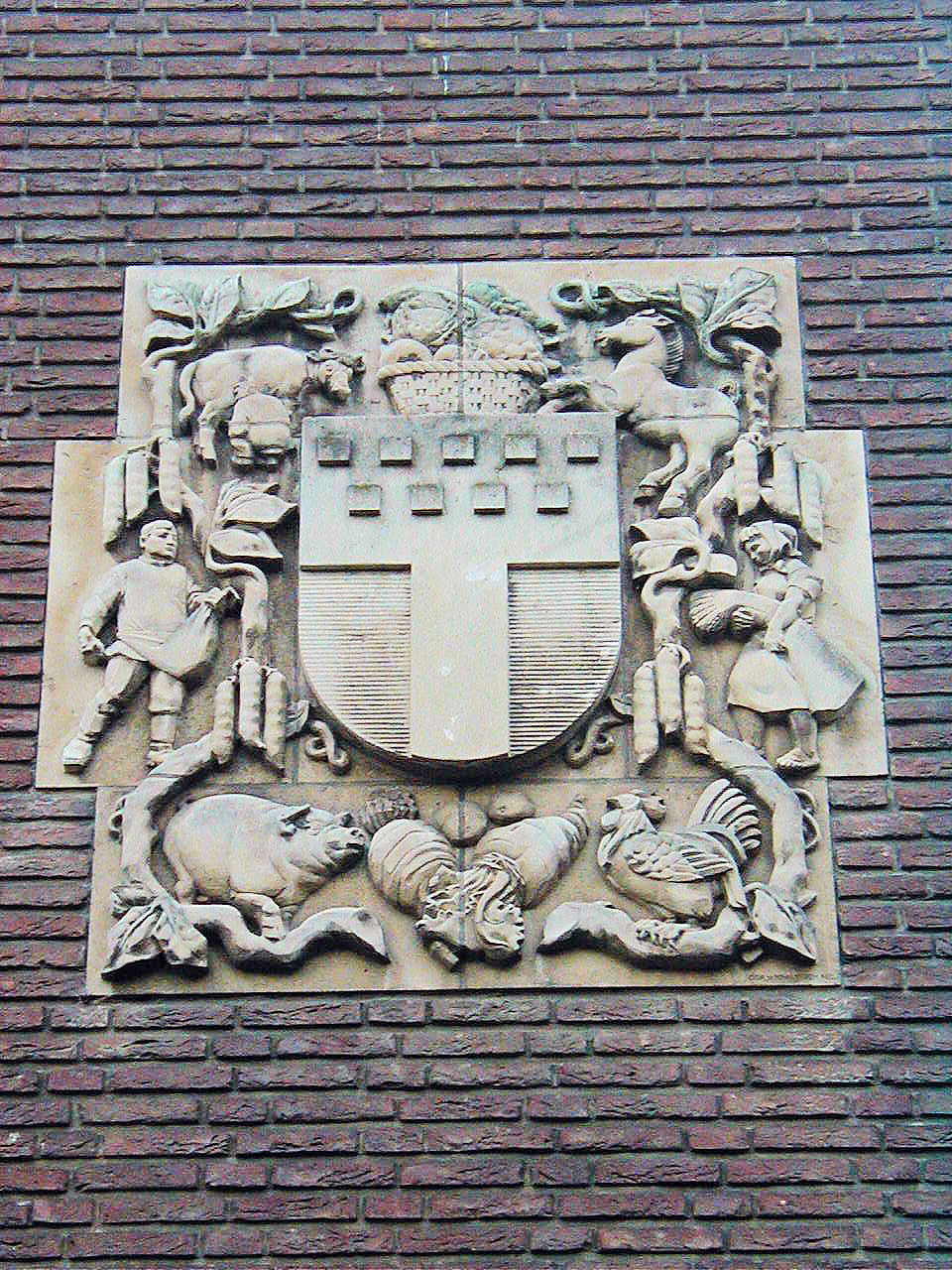
Герб Бентгейзена на стіні будівлі
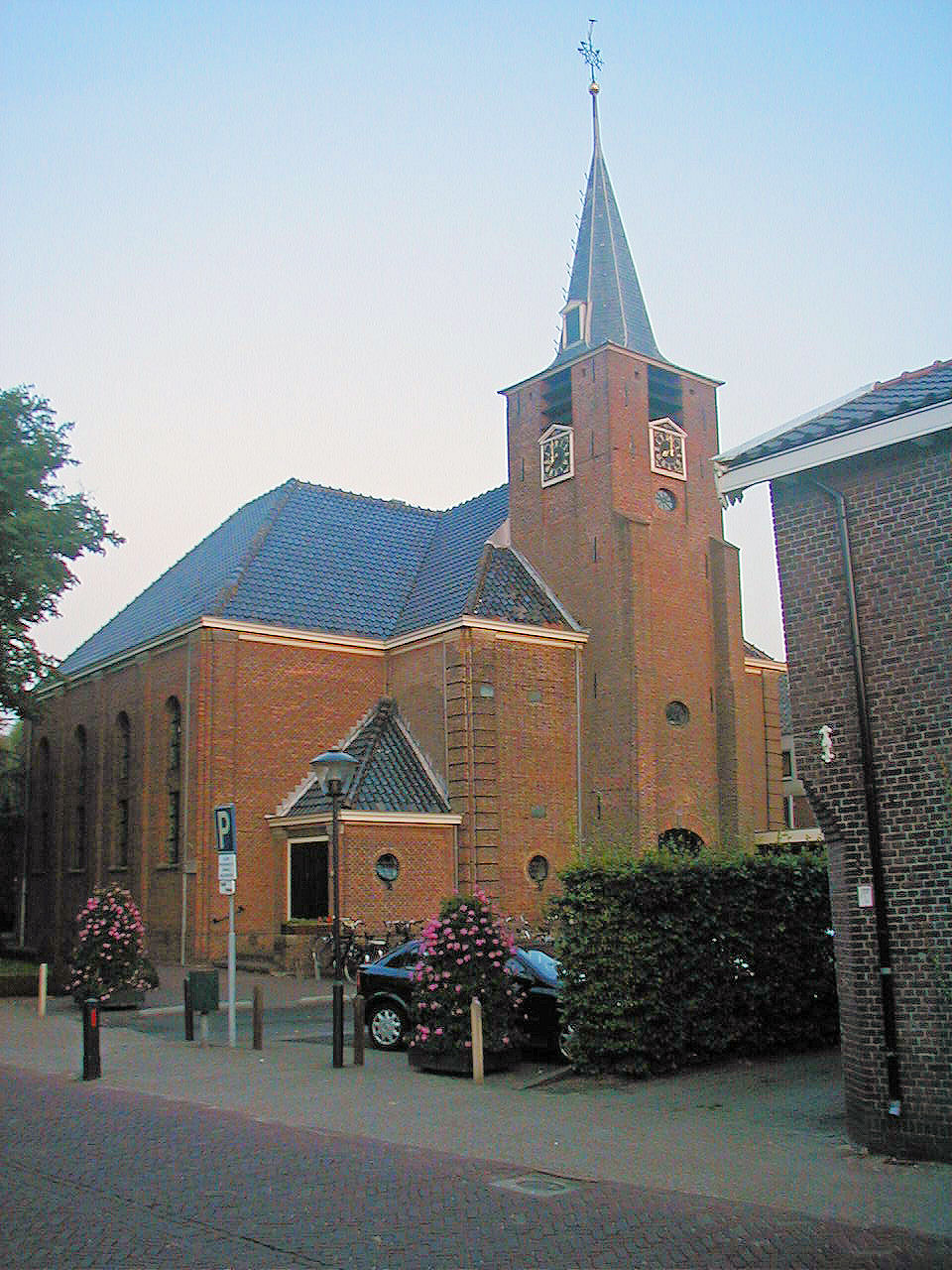
Церква із дзвіницею